# François Pétouille
François Pétouille est un compositeur et maître de chapelle français né en 1681 et mort à Paris le 27 octobre 1730.

## Biographie
Maître de musique à la cathédrale de Soissons où il était prêtre du diocèse, il est reçu à Saint Germain l’Auxerrois de Paris comme maître de chapelle en 1713. Il y reste jusqu’en 1717 et est ensuite attaché au service de la cathédrale de Laon.
En 1723, il est nommé maître de musique à Langres en principe pour neuf ans, mais il est nommé à Notre-Dame de Paris le 15 mars 1727 pour succéder à Jean-François Lalouette (1651-1728),. En 1726, le psaume 110 Confitebor avait été donné à Paris au Concert Spirituel. Cette œuvre a probablement été écrite à Langres et Diderot qui avait entre 10 et 14 ans lors du séjour du maître et avait été tonsuré en 1726, a pu l’entendre. Cette œuvre a sans doute ouvert à Pétouille les portes de Notre-Dame de Paris.
La majeure partie de son œuvre est perdue. À Langres, elle a disparu à la Révolution. À l’époque de son départ, on tint à conserver une partie de ses œuvres. On l’invita à laisser sa musique et on décida de la faire copier. De plus on lui demanda plus tard d’envoyer à Langres les compositions écrites par lui pour la cathédrale de Paris. La Bibliothèque nationale de France possède une Musette (air à voix seule), le psaume Confitebor (à 5 voix) et le psaume Cantate Domino (à 3 voix). On trouve à la Bibliothèque Municipale de Lyon, le psaume Confitebor et le psaume Beatus omnes (à 5 voix).

## Œuvres
- Confitebor tibi domine in toto corde meo, après 1720.
- Beati omnes qui timent Dominum, vers 1720.

Tous deux conservés à la bibliothèque municipale de Lyon, fonds de l'Académie du Concert et du Palais des Arts, voir en ligne.
- Confitebor, motet, manuscrit conservé à la Bibliothèque nationale de France[3].